# Фещук, Максим Игоревич
Макси́м Игоревич Фещу́к (укр. Максим Ігорович Фещук; 25 ноября 1985, Броды, Львовская область, Украинская ССР, СССР) — украинский футболист, нападающий. Выступал за молодёжную сборную Украины. Серебряный призёр чемпионата Европы среди молодёжных команд 2006 года.

## Биография
Начинал играть в родном городе Броды Львовской области. Любовь к футболу привил его папа. В городе команды не было, а ДЮСШ была не слишком развитая. Позднее поехал во Львовское училище физической культуры к Олегу Дмитриевичу Родину, в прошлом известный игрок «Карпат». Выступал за «Карпаты-2» 30 игр, 7 голов. Также за «Галичину-Карпаты» 29 игр, 4 гола, «Карпаты-дубль» 25 игр, 15 голов. За главную команду «Карпат» провёл 90 матчей забил 17 мячей.
В январе 2009 года перешёл в «Таврию», подписал трёхлетний контракт. 31 декабря 2013 года у Максима закончился контракт с «Таврией», и игрок получил статус свободного агента.
В июле 2015 года подписал контракт с карагандинским «Шахтёром», с которым разорвал соглашение по завершении сезона.
1 марта 2016 года стал игроком «Дачии».
23 февраля 2017 перешёл в «Тараз» из Казахстана, сроком на один год.
Вернувшись на Украину стал выступать за «Арсенал-Киев». В феврале 2019 года подписал контракт с белорусским клубом «Витебск».

### Карьера в сборной
В составе молодёжной сборной Украины до 21 года провёл 18 матчей, забил 6 голов.

## Достижения
Командные:
 «Карпаты»
- Серебряный призёр Первой лиги Украины (1): 2005/06

 «Таврия»
- Обладатель Кубка Украины (1): 2009/10

 «Дачия»
- Серебряный призёр чемпионата Молдовы (1): 2015/16

Сборная:
- Серебряный призёр чемпионата Европы среди молодёжных команд (1): 2006